# 清寛

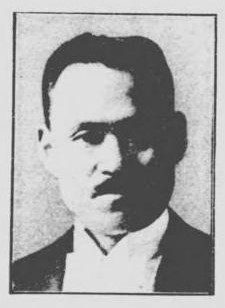
清寛

清 寛（きよし かん / せい ゆたか、1887年〈明治20年〉3月13日 - 1966年〈昭和41年〉9月30日）は、日本の政治家。衆議院議員（4期）。

## 経歴
静岡県富士郡青木村（富丘村青木を経て現
富士宮市）で、清重太郎、ゆう夫妻の息子として生まれた。名古屋市会議員、大蔵省委員、名古屋製紙、中央紙業、紙業新聞、中外商事、太陽製紙、帝国製紙各(株)取締役社長や重役、岐阜新聞、岐阜製紙、平湯温泉土地、濃飛印刷各(株)社長となる。
1932年の第18回衆議院議員総選挙において岐阜1区(当時)から立憲民政党公認で立候補して初当選。以来連続4回当選する。1942年の第21回衆議院議員総選挙では大政翼賛会の推薦を受けて当選する。戦後は日本進歩党に入ったが、大政翼賛会の推薦議員のため公職追放となった。1951年追放解除。